# San Bassano
San Bassano é uma comuna italiana da região da Lombardia, província de Cremona. Estende-se por uma área de 13 km² e em 2011 tinha 1 999 habitantes (densidade: 153,8 hab./km²). Faz fronteira com Cappella Cantone, Castelleone, Formigara, Gombito, Pizzighettone.

## Demografia
| Variação demográfica do município entre 1861 e 2011                               |
|                                                                                   |
| Fonte: Istituto Nazionale di Statistica (ISTAT) - Elaboração gráfica da Wikipedia |